# Aphodius peruanus
Aphodius peruanus is een keversoort uit de familie bladsprietkevers (Scarabaeidae). De wetenschappelijke naam van de soort is voor het eerst geldig gepubliceerd in 1834 door Erichson.